# アーニー・ヘンリー
アーニー・ヘンリー（Ernie Henry、本名：アーネスト・アルバート・ヘンリー、1926年9月3日 - 1957年12月29日）は、アメリカのジャズ・サクソフォーン奏者。
ヘンリーは、1940年代後半にタッド・ダメロン、ファッツ・ナヴァロ、チャーリー・ヴェンチュラ、マックス・ローチと演奏し、ディジー・ガレスピーのビッグ・バンドで重要なメンバーを務めた。1950年から1951年の間に、ヘンリーはフリーランスのパフォーマンスの機会を求めながら、イリノイ・ジャケーのバンドで演奏した。シャドウズで数年にわたって活動後、セロニアス・モンク（1956年）、チャールズ・ミンガス、ケニー・ドーハム、ケニー・ドリュー、ウィントン・ケリー、ウィルバー・ウェア、アート・テイラー、フィリー・ジョー・ジョーンズ、そして再びガレスピー（1956年–1957年）と一緒に演奏した。彼は、1957年終わりの死の直前にリバーサイド・レーベルでリーダーとして3枚のアルバムを録音した。
彼はヘロインの過剰摂取により31歳で亡くなった。

## ディスコグラフィ

### リーダー・アルバム
- 『プレゼンティング・アーニー・ヘンリー』 - Presenting Ernie Henry (1956年、Riverside)
- 『セヴン・スタンダーズ・アンド・ア・ブルース』 - Seven Standards and a Blues (1957年、Riverside)
- 『ラスト・コーラス』 - Last Chorus (1957年、Riverside)
- 『2ホーンズ、2リズム』 - 2 Horns / 2 Rhythm (1957年、Riverside) ※with ケニー・ドーハム

### 参加アルバム
マシュー・ジー
- 『ジャズ・バイ・ジー!』 - Jazz by Gee (1956年、Riverside)

ディジー・ガレスピー
- Gene Norman Presents Dizzy Gillespie in Concert (1948年、GNP Crescendo)
- 『ディジー・イン・グリース』 - Dizzy in Greece (1957年、Verve)
- 『バークス・ワークス』 - Birks' Works (1957年、Verve)
- 『ディジー・ガレスピー・アット・ニューポート』 - Dizzy Gillespie at Newport (1957年、Verve)
- The Complete RCA Victor Recordings (1995年、Bluebird) ※1937年–1949年録音

セロニアス・モンク
- 『ブリリアント・コーナーズ』 - Brilliant Corners (1957年、Riverside)

ジェームス・ムーディ
- 『ジェームス・ムーディ・アンド・ヒズ・モダニスツ』 - James Moody and his Modernists (1952年、Blue Note)

ファッツ・ナヴァロ
- Memorial (1955年、Savoy)
- 『ザ・ファビラス・ファッツ・ナヴァロ Vol.1』 - The Fabulous Fats Navarro (1956年、Blue Note) ※元々『Memorial Album』として1951年に発売